# Chamkarmon (quận)
Chamkarmon là quân cực nam của trung tâm thủ đô Phnôm Pênh, Campuchia. Quận được chia thành 12 Sangkat và 5 Krom. Quận có diện tích 10,56 km². Theo thống kê năm 1998, dân số quận là 187.082 người.
Mã bưu chính của quận Chamkarmon (12300)
| Số. | Sangkat           | Mã bưu chính |
| --- | ----------------- | ------------ |
| 1   | Tonle Basak       | 12301        |
| 2   | Boengkengkang I   | 12302        |
| 3   | Boengkengkang II  | 12303        |
| 4   | Boengkengkang III | 12304        |
| 5   | Boeng Trabek      | 12305        |
| 6   | Tumnup Tuk        | 12306        |
| 7   | Phsa Doeum Thkow  | 12307        |
| 8   | Toul Svay Prey I  | 12308        |
| 9   | Toul Svay Prey II | 12309        |
| 10  | Toul Tum Poung I  | 12310        |
| 11  | Toul Tum Poung II | 12311        |
| 12  | Olumpic           | 12312        |